# 道州 (河南省)
道州，中国古代行政区划，位于今河南省漯河市郾城区。
隋文帝开皇十六年（596年）置道州，治郾城县（今属河南漯河市郾城区）。隋炀帝大业初废道州，地入颍川郡。唐高祖武德四年（621年）以郾城、邵陵、北舞、西平四县复置道州。辖境约当今河南省漯河市和郾城区、西平县及舞阳县北部地。唐太宗贞观元年（627年）废道州，地入蔡州。